# Rio Colibi
O Rio Colibi é um rio da Romênia, afluente do Runcu, localizado no distrito de Maramureş.